# Alófono (Quebec)
En Quebec, y también ocasionalmente en otras partes de Canadá, un alófono es alguien cuya lengua materna no es ni el francés ni el inglés. Proviene de las raíces griegas alo-, que significa otro, y -fono, que significa sonido o voz.
Compárese con los términos anglófono y francófono, que designan a las personas cuyas lenguas maternas son el inglés y el francés, respectivamente.